# Nor-Am Cup
Der Nor-Am Cup (Nor-Am = North American) ist eine von der FIS organisierte internationale Rennserie im Skisport, die während des Winterhalbjahres der nördlichen Hemisphäre in Nordamerika ausgetragen wird.
Der Nor-Am Cup wird in folgenden Ski-Disziplinen durchgeführt:
- Biathlon-Nor-Am Cup im Biathlon
- Freestyle Nor-Am Cup im Freestyle
- Alpiner Nor-Am Cup im Ski Alpin
- Skilanglauf-Nor-Am-Cup im Skilanglauf
- Snowboard Nor-Am Cup im Snowboard